# Seleção Mexicana de Basquetebol Masculino
A Seleção Mexicana de Basquetebol Masculino é a equipe que representa o México em competições internacionais. É mantida pela Associación Deportiva Mexicana de Baloncesto (ADEMEBA) que criada em 2008 substituiu a Federação Mexicana de Basquetebol filiada desde 1936 com a Federação Internacional de Basquetebol.